# Anna-Maria Müller
Anna-Maria Müller (Friedrichroda, 23 febbraio 1949 – Berlino, 23 agosto 2009) è stata una slittinista tedesca orientale, vincitrice di una medaglia d'oro ai Giochi olimpici a Sapporo 1972.

## Biografia
Fu protagonista, insieme alle altre compagne della squadra DDR Ortrun Enderlein ed Angela Knösel, del più grande scandalo sportivo legato al mondo dello slittino. Il fatto avvenne durante i Giochi olimpici di Grenoble 1968, mentre si stava disputando la terza manche del singolo femminile i giudici di gara constatarono che i pattini delle slittiniste della Germania Est erano stati riscaldati (quest'ultima pratica proibita che rende minore l'attrito delle lame sul ghiaccio) e, dopo aver fatto loro disputare la discesa, decisero di squalificarle dalla manifestazione.
Prese parte a due edizioni dei Giochi olimpici invernali: oltre a quella di Grenoble 1968 dove, come detto, venne squalificata gareggiò a Sapporo 1972, in quella che fu la sua ultima gara a livello internazionale, occasione in cui vinse la medaglia d'oro nel singolo.
Ai campionati mondiali ottenne una medaglia d'argento nel singolo a Königssee 1969. Nelle rassegne continentali vinse una medaglia d'oro ed una di bronzo nel singolo, rispettivamente ad Hammarstrand 1970 ed a Königssee 1972.
Ritiratasi dalle competizioni all'indomani della vittoria olimpica, concluse gli studi universitari e divenne farmacista. Anna-Maria Müller è deceduta a Berlino il 23 agosto 2009.

## Palmarès

### Olimpiadi
- 1 medaglia:
  - 1 oro (singolo a Sapporo 1972).

### Mondiali
- 1 medaglia:
  - 1 argento (singolo a Königssee 1969).

### Europei
- 2 medaglie:
  - 1 oro (singolo ad Hammarstrand 1970);
  - 1 bronzo (singolo a Königssee 1972).